# Сусоно

Сусо́но (яп. 裾野市, すそのし, МФА: [susono ɕi̥]?) — місто в Японії, в префектурі Сідзуока. Розташоване в північно-східній частині префектури, на південному схилі гори Фудзі.   Виникло на основі рисівницьких поселень раннього нового часу. Отримало статус міста 1971 року. Площа становить 138,17 км². Станом на 1 серпня 2011 року населення складало 54 242  осіб, густота населення — 393 осіб/км².  Основою економіки є сільське господарство, рисівництво, харчова промисловість, металургія, автомобілебудування, туризм.  В місті розташовані гарячі джерела та альпіністські бази. 